# Brachythemis lacustris
Brachythemis lacustris е вид водно конче от семейство Libellulidae. Видът не е застрашен от изчезване.

## Разпространение
Разпространен е в Ангола, Бенин, Ботсвана, Буркина Фасо, Гамбия, Гана, Гвинея, Демократична република Конго, Екваториална Гвинея, Етиопия, Замбия, Зимбабве, Кения, Кот д'Ивоар, Либерия, Малави, Мали, Мозамбик, Намибия (Ивица Каприви), Нигер, Нигерия, Сенегал, Сомалия, Танзания, Того, Уганда, Чад, Южен Судан и Южна Африка.